# Patinatge de velocitat en pista curta als Jocs Olímpics d'hivern de 2010 - 500 metres femenins
Als Jocs Olímpics d'Hivern de 2010 celebrats a la ciutat de Vancouver (Canadà) es disputà una prova de Patinatge de velocitat en pista curta sobre una distància de 500 metres en categoria femenina que formà part del programa oficial dels Jocs.
La prova es disputà entre els dies 13 i 17 de febrer de 2010 a les instal·lacions del Pacific Coliseum. Hi participaren un total de 32 patinadores de 17 comitès nacionals diferents.

## Resum de medalles
| Or        | Argent             | Bronze          |
| Wang Meng | Marianne St-Gelais | Arianna Fontana |

## Resultats

### Qualificació
| Pos. | Mànega | Nom                  | CON             | Temps    | Notes |
| ---- | ------ | -------------------- | --------------- | -------- | ----- |
| 1    | 1      | Katherine Reutter    | Estats Units    | 44.187   | Q     |
| 2    | 1      | Cho Ha-Ri            | Corea del Sud   | 44.313   | Q     |
| 3    | 1      | Stéphanie Bouvier    | França          | 44.376   |       |
| 4    | 1      | Aika Klein           | Alemanya        | 45.186   |       |
| 1    | 2      | Marianne St-Gelais   | Canadà          | 44.708   | Q     |
| 2    | 2      | Sarah Lindsay        | Regne Unit      | 44.716   | Q     |
| 3    | 2      | Tatiana Borodulina   | Austràlia       | 44.901   |       |
| 4    | 2      | Valeriya Potemkina   | Rússia          | 44.952   |       |
| 1    | 3      | Wang Meng            | R.P. de la Xina | 43.926   | RO, Q |
| 2    | 3      | Kateřina Novotná     | Txèquia         | 44.614   | Q     |
| 3    | 3      | Cecilia Maffei       | Itàlia          | 44.948   |       |
| 4    | 3      | Patrycja Maliszewska | Polònia         | 58.649   |       |
| 1    | 4      | Lee Eun-Byul         | Corea del Sud   | 44.000   | Q     |
| 2    | 4      | Jessica Gregg        | Canadà          | 44.009   | Q     |
| 3    | 4      | Jorien ter Mors      | Països Baixos   | 45.120   |       |
| 4    | 4      | Martina Valcepina    | Itàlia          | 1:08.173 |       |
| 1    | 5      | Arianna Fontana      | Itàlia          | 44.482   | Q     |
| 2    | 5      | Alyson Dudek         | Estats Units    | 44.560   | Q     |
| 3    | 5      | Annita van Doorn     | Països Baixos   | 44.751   |       |
| 4    | 5      | Biba Sakurai         | Japó            | 45.146   |       |
| 1    | 6      | Zhou Yang            | R.P. de la Xina | 44.115   | Q     |
| 2    | 6      | Kalyna Roberge       | Canadà          | 44.254   | Q     |
| 3    | 6      | Yui Sakai            | Japó            | 44.341   |       |
| 4    | 6      | Liesbeth Mau Asam    | Països Baixos   | 45.135   |       |
| 1    | 7      | Park Seung-Hi        | Corea del Sud   | 44.221   | Q     |
| 2    | 7      | Elise Christie       | Regne Unit      | 44.374   | Q     |
| 3    | 7      | Erika Huszar         | Hongria         | 44.537   |       |
| 4    | 7      | Marina Georgieva     | Bulgària        | -        | DSQ   |
| 1    | 8      | Evguènia Radànova    | Bulgària        | 45.125   | Q     |
| 2    | 8      | Veronique Pierron    | França          | 45.218   | Q     |
| 3    | 8      | Han Yueshuang        | Hong Kong       | 48.625   |       |
| 4    | 8      | Zhao Nannan          | R.P. de la Xina | 1:02.132 |       |

### Quarts de final
| Pos. | Mànega | Nom                | CON             | Temps    | Notes |
| ---- | ------ | ------------------ | --------------- | -------- | ----- |
| 1    | 1      | Katherine Reutter  | Estats Units    | 43.834   | Q, RO |
| 2    | 1      | Kalyna Roberge     | Canadà          | 44.143   | Q     |
| 3    | 1      | Kateřina Novotná   | Txèquia         | 44.438   |       |
| 4    | 1      | Park Seung-Hi      | Corea del Sud   |          | DSQ   |
| 1    | 2      | Wang Meng          | R.P. de la Xina | 43.284   | Q, RO |
| 2    | 2      | Jessica Gregg      | Canadà          | 43.956   | Q     |
| 3    | 2      | Evguènia Radànova  | Bulgària        | 44.047   |       |
| 4    | 2      | Sarah Lindsay      | Regne Unit      |          | DSQ   |
| 1    | 3      | Zhou Yang          | R.P. de la Xina | 44.106   | Q     |
| 2    | 3      | Arianna Fontana    | Itàlia          | 44.257   | Q     |
| 3    | 3      | Cho Ha-Ri          | Corea del Sud   | 44.306   |       |
| 4    | 3      | Alyson Dudek       | Estats Units    | 44.588   |       |
| 1    | 4      | Marianne St-Gelais | Canadà          | 44.316   | Q     |
| 2    | 4      | Lee Eun-Byul       | Corea del Sud   | 44.582   | Q     |
| 3    | 4      | Elise Christie     | Regne Unit      | 44.821   |       |
| 4    | 4      | Veronique Pierron  | França          | 1:10.899 |       |

### Semifinals
| Pos. | Mànega | Nom                | CON             | Temps  | Notes  |
| ---- | ------ | ------------------ | --------------- | ------ | ------ |
| 1    | 1      | Jessica Gregg      | Canadà          | 43.854 | QA     |
| 2    | 1      | Arianna Fontana    | Itàlia          | 43.991 | QA     |
| 3    | 1      | Zhou Yang          | R.P. de la Xina | 43.992 | QB     |
| 4    | 1      | Katherine Reutter  | Estats Units    | 44.145 | QB     |
| 1    | 2      | Wang Meng          | R.P. de la Xina | 42.985 | QA, RO |
| 2    | 2      | Marianne St-Gelais | Canadà          | 43.241 | QA     |
| 3    | 2      | Kalyna Roberge     | Canadà          | 43.633 | QB     |
| 4    | 2      | Lee Eun-Byul       | Corea del Sud   | 43.899 | QB     |

### Finals

#### Final B
| Pos. | Nom               | CON             | Temps  | Notes |
| ---- | ----------------- | --------------- | ------ | ----- |
| 5    | Zhou Yang         | R.P. de la Xina | 44.725 |       |
| 6    | Kalyna Roberge    | Canadà          | 44.824 |       |
| 7    | Katherine Reutter | Estats Units    | 44.846 |       |
| 8    | Lee Eun-Byul      | Corea del Sud   | 44.860 |       |

#### Final A
| Pos. | Nom                | CON             | Temps  | Notes |
| ---- | ------------------ | --------------- | ------ | ----- |
| 1    | Wang Meng          | R.P. de la Xina | 43.048 |       |
| 2    | Marianne St-Gelais | Canadà          | 43.707 |       |
| 3    | Arianna Fontana    | Itàlia          | 43.804 |       |
| 4    | Jessica Gregg      | Canadà          | 44.204 |       |

Q: qualificat
RO: rècord olímpic
DSQ: desqualificació